# (3713) Pieters
(3713) Pieters – planetoida z pasa głównego okrążająca Słońce w ciągu 5 lat i 93 dni w średniej odległości 3,02 j.a. Została odkryta 22 marca 1985 roku w Lowell Observatory (Anderson Mesa Station) przez Edwarda Bowella. Nazwa planetoidy pochodzi od Carle’a M. Pietersa, geologa Brown University w Providence. Została zasugerowana przez L.A. McFaddena. Przed nadaniem nazwy planetoida nosiła oznaczenie tymczasowe (3713) 1985 FA2.